# Craig Griffin
Craig Griffin (* 23. Juni 1963) ist ein ehemaliger neuseeländischer Radrennfahrer und nationaler Meister im Radsport.

## Sportliche Laufbahn
Griffin war im Straßenradsport und im Bahnradsport aktiv. 1985 siegte er in der nationalen Meisterschaft im Straßenrennen der Amateure vor Stephen Cox. 1981 hatte er bei den Ozeanienspielen der Junioren das Straßenrennen gewonnen. Griffin war mehrere Jahre Mitglied der Nationalmannschaft im Straßenradsport und im Bahnradsport. 1989 beendete er seine aktive Laufbahn.

## Berufliches
1989 übersiedelte er in die USA und wurde Trainer bei USA Cycling. Er war als Trainer im Straßenradsport und im Parasport tätig und bereitete Athleten für insgesamt sieben Olympische Spiele vor.